# Kênh Thanh Đa

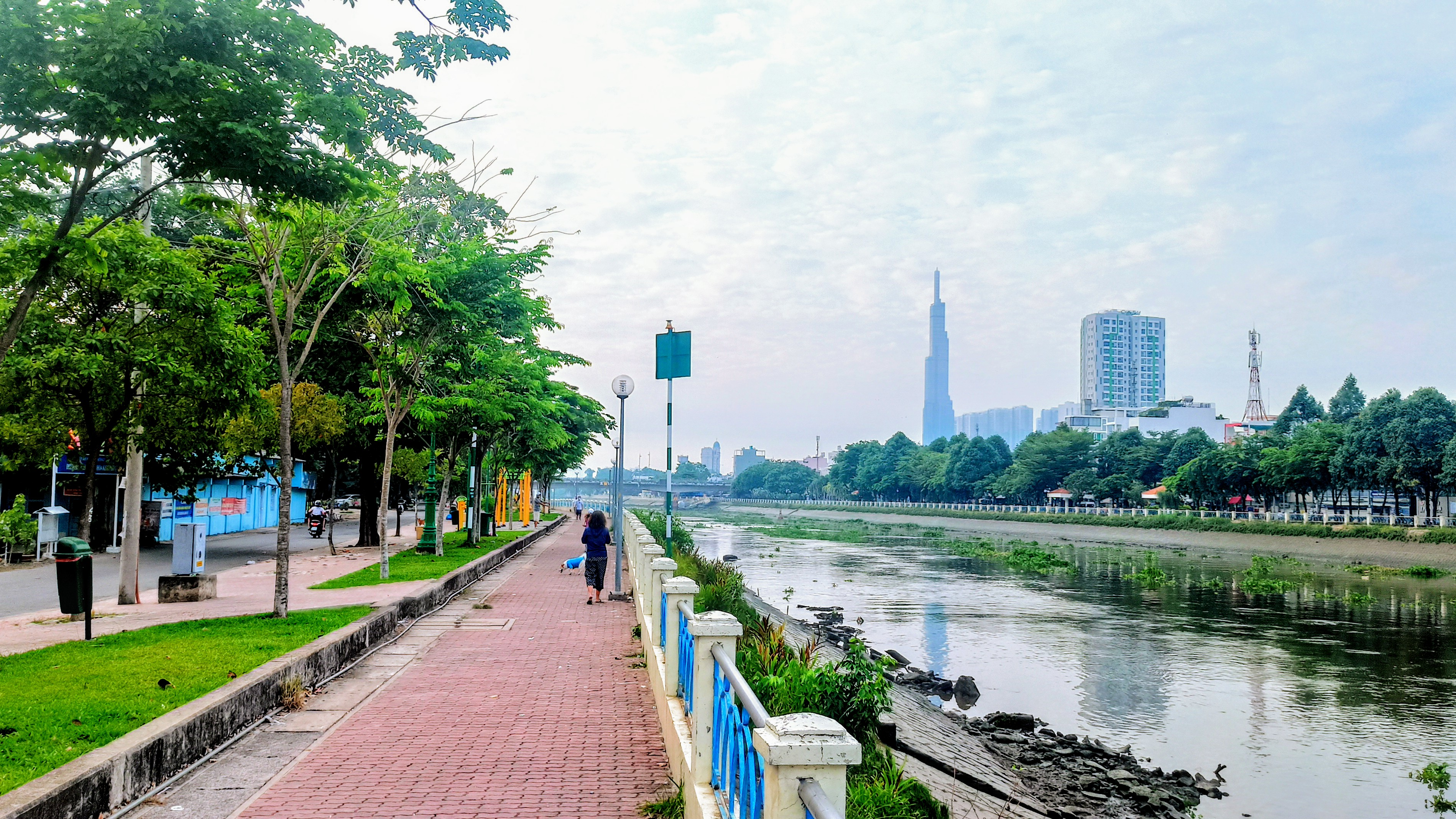
Kinh Thanh Đa nhìn từ bờ bán đảo Thanh Đa

Kinh Thanh Đa là một con kinh đào ngắn tại quận Bình Thạnh, Thành phố Hồ Chí Minh, Việt Nam.
Kinh có chiều dài 1,3 km, bắt đầu từ ngã ba sông Sài Gòn tại cầu Bình Triệu và đổ ra sông Sài Gòn tại ngã ba sông cách cầu Sài Gòn khoảng 1,5 km về phía thượng lưu. Đây là ranh giới ngăn cách bán đảo Bình Quới – Thanh Đa với phần còn lại của quận Bình Thạnh.
Kinh Thanh Đa được người Pháp cho đào trong giai đoạn 1895–1897, giúp rút ngắn được 12 km tuyến đường thủy trên sông Sài Gòn.

## Hình ảnh

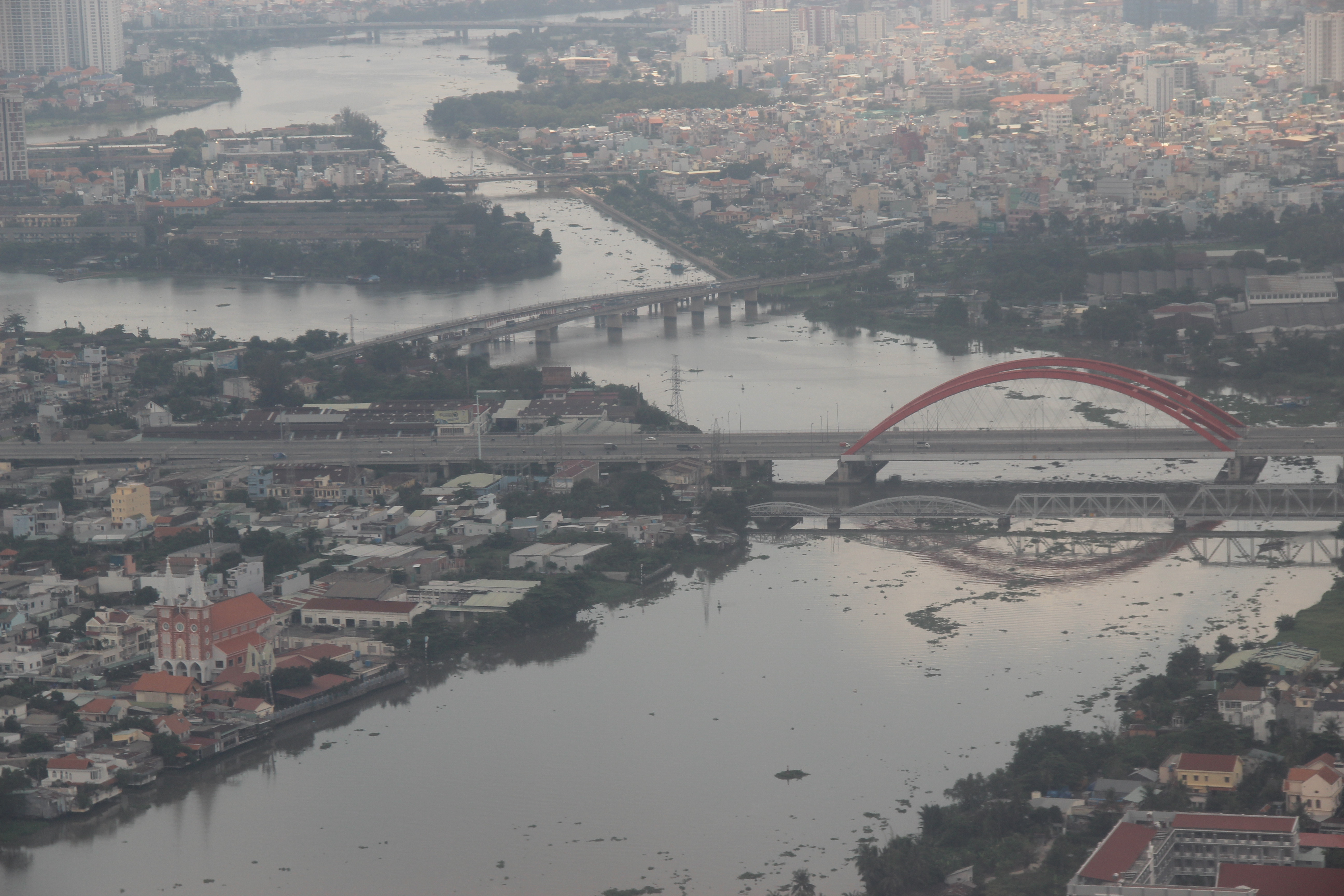
Sông Sài Gòn và kênh Thanh Đa nhìn từ trên cao
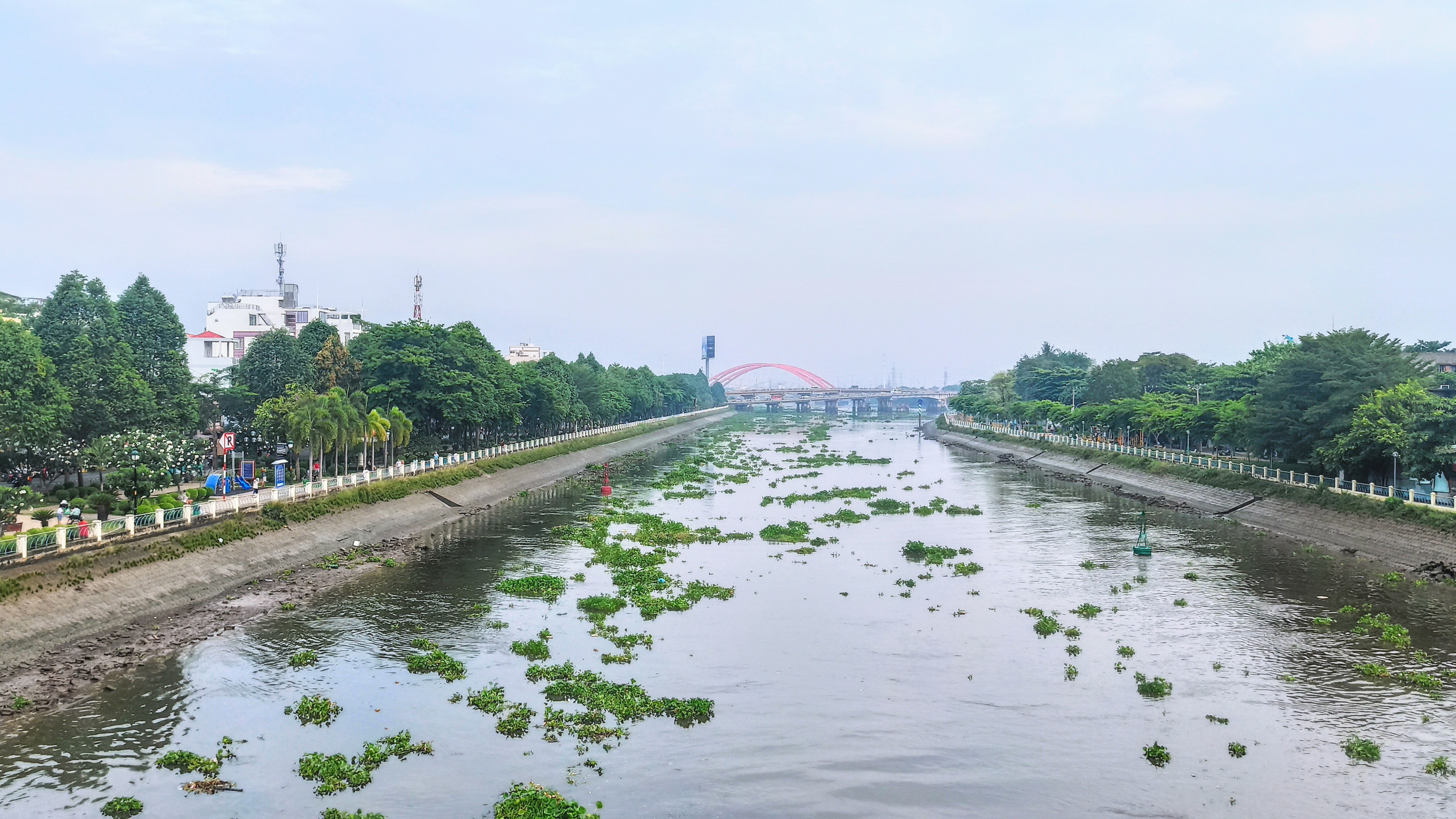
Phần phía Bắc nhìn từ cầu Kinh Thanh Đa hướng về cầu Bình Triệu
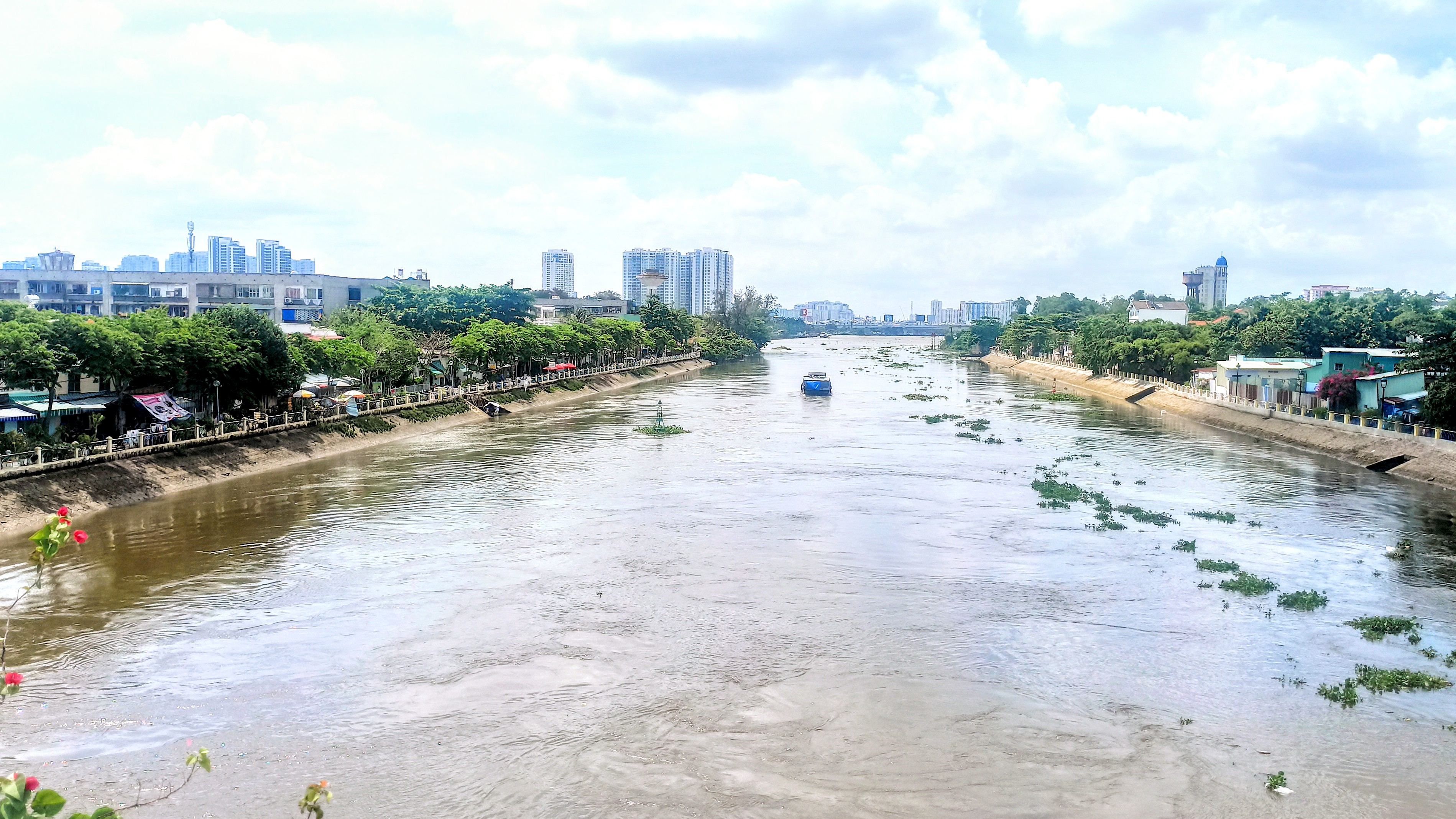
Phần phía Nam nhìn từ cầu Kinh Thanh Đa hướng về cầu Sài Gòn